# عشق من، عروس من (فیلم ۲۰۱۴)
عشق من، عروس من (انگلیسی: My Love, My Bride؛‏ کره‌ای: 나의 사랑 나의 신부) فیلم کمدی رمانتیک محصول سال ۲۰۱۴ کره جنوبی با بازی جو جونگ سوک و شین مین آ است. این فیلم در ۸ اکتبر ۲۰۱۴ منتشر شد.

## بازیگران
- جو جونگ سوک در نقش یونگ مین
- شین مین آ در نقش می یونگ
- یون جونگ هی در نقش سونگ هی
- به سونگ وو در نقش دال سو
- را می ران در نقش مادام
- جون مو سونگ در نقش پان هه ایل
- لی شی اون در نقش گی ته
- کو کیو پیل در نقش جونگ جین
- سو کانگ جون در نقش جون سو
- هوانگ جونگ مین
- سو شین ئه در نقش جه کیونگ
- یو ها جون در نقش چوی سونگ وو
- کوان هیوک سو